# Jean Louis Émile Boudier
Jean Louis Émile Boudier (ur. 6 stycznia 1828 r. w Garnay, zm. 4 lutego 1920 r. w Blois) – francuski aptekarz, mykolog.

## Życiorys
Urodził się w Garnay. Wykształcenie otrzymał w École de Pharmacie de Paris. W 1853 r. założył aptekę w Enghien-les-Bains. Następnie został kierownikiem apteki swojego ojca, gdzie pracował przez wiele lat. W 1878 roku przeszedł na emeryturę jako farmaceuta, aby poświęcić swój czas na badania naukowe. Opublikował sporo prac o grzybach Discomycetes, jak również z innych dziedzin mykologii. Był członkiem założycielem Société mycologique de France (jego wiceprezesem w 1884 i prezesem w latach 1887–1890). Uhonorowano go nadając mu tytuł członka honorowego British Mycological Society. Zmarł w Blois w wieku 92 lat.
Opisał wiele nowych gatunków grzybów, w tym muchomora szorstkiego (Amanita franchetii), krążkówkę żyłkowaną (Disciotis venosa), naparstniczkę czeską (Ptychoverpa bohemica) i włosojęzyk szorstki (Trichoglossum hirsutum). W nazwie naukowej opisanych przez niego gatunków dodaje się skrót nazwiska Boud.